# Семетей (футбольный клуб, Бишкек)
«Семетей» — советский и киргизский футбольный клуб из Бишкека. Основан не позднее 1981 года. 
В 1997 году на базе футболистов юношеского состава расформированной команды «Семетей» (Бишкек) создан футбольный клуб — ФК «Дордой» (Нарын).

## Названия
- 1981 — «Семетей» (Фрунзе);
- 1982—1983 — ЦОР (Фрунзе);
- 1984—1991 — «Семетей» (Фрунзе);
- 1992—1997 — «Семетей» (Бишкек).

## Достижения
- Во второй лиге СССР — 21 место (в зональном турнире второй лиги 1981 год).

| Сезон | Турнир                              | Достижение |
| ----- | ----------------------------------- | ---------- |
| 1982  | Чемпионат СССР, вторая лига, 7 зона | 19-е место |
| 1983  | Чемпионат СССР, вторая лига, 7 зона | 21-е место |